# Sobór Narodzenia Bogurodzicy w Głębokiem
Sobór Narodzenia Bogurodzicy (biał. Свята-Раства-Багародзіцкая царква) – były kościół rzymskokatolicki pod wezwaniem Wniebowzięcia Najświętszej Maryi Panny należący do klasztoru karmelitów bosych, aktualnie konkatedralna cerkiew prawosławna w Głębokiem na Białorusi. W strukturach cerkiewnych sobór należy do dekanatu głębockiego eparchii połockiej i głębockiej Egzarchatu Białoruskiego Patriarchatu Moskiewskiego.

## Historia

### Rzeczpospolita Obojga Narodów
Początki obecności karmelitów w Głębokiem liczone są od 17 listopada 1639.
Świątynia dla kanoników regularnych ufundowana została przez wojewodę mścisławskiego Józefa Korsaka 24 listopada 1639. Fundacja ta została zatwierdzona przez króla Władysława IV Wazę. Pięć dni później nowy dokument fundacyjny wystawiono dla karmelitów. Budowę pierwszego drewnianego kościoła katolickiego rozpoczęto jeszcze w tym samym roku i trwała ona do 1654. 20 września 1640 powstał dokument fundacyjny Józefa Korsaka dla klasztoru karmelitów, również potwierdzony przez króla Władysława IV 20 sierpnia 1641. 2 lutego 1642 kanonicy zrzekli się pretensji do fundacji. W 1643 przerwano budowę klasztoru z powodu śmierci fundatora. Budowa dokończona została przez zakonników z własnych środków. Po śmierci Józefa Korsaka klasztor stał się właścicielem korsakowskiej części dóbr głębockich, a także innych majątków m.in. wsi Łostowice, mających łącznie 800 dymów i dających ok. 100 tys. złotych polskich dochodu rocznie. W zamian, na mocy testamentu, karmelici mieli obowiązek utrzymywania w Głębokiem szkoły i konwiktu szlacheckiego dla 12 niezamożnych uczniów. Ponadto zakonnicy prowadzili szpital dla ubogich, aptekę oraz gabinet fizyczny. Posiadali bibliotekę liczącą 3 tysiące tomów i słynącą z unikatowych okazów, zbiór rycin i map. Dostępność zbiorów zapewniono wznosząc gościnne komnaty. Pod koniec XVIII w. w Głębokiem przebywało 33 zakonników.
Karmelici zamieszkali w klasztorze w 1646. Głębocki klasztor obsługiwał kaplice w miejscowościach: Łostowice, Przydały, Wolborowicze i Janki. W 1650 dla pracy wśród prawosławnych, celem pozyskania ich dla Kościoła unickiego, został przysłany misjonarz o. Sebastian od Wszystkich Świętych. Dzięki jego posłudze wielu prawosławnych przeszło na katolicyzm. Trzy lata później przy kaplicy w Łostowicach osiedliły się karmelitanki bose z Wilna, szukając tu przez osiem miesięcy schronienia od zarazy.
Poświęcenie kościoła nastąpiło w 1654, prace parafialne w swoich dobrach karmelici zlecali kapłanom świeckim. W 1655 świątynia została zniszczona w czasie działań wojennych, zakonnicy schronili się w Wilnie i Warszawie. Powrót karmelitów do fundacji oraz odrodzenie klasztoru nastąpiło w 1660 i trwało do 1730.
22 maja 1670 założone zostało Bractwa św. Józefa, a w XVII wieku istniał w kościele uważany za cudowny i otaczany kultem obraz Matki Bożej Szkaplerznej. W 1724 klasztor włączono do prowincji litewskiej św. Kazimierza, z siedzibą w Wilnie. Nowicjat w klasztorze w Głębokiem rozpoczął się 15 lipca 1727, gdy przeniesiono go z Wilna.
W latach 1730–1735 rozbudowano kościół w stylu baroku wileńskiego, według projektu nieznanego włoskiego architekta (nie był nim, jak dawniej sądzono, Jan Krzysztof Glaubitz). Anonimowy autor kościoła, będący prekursorem baroku wileńskiego, zaprojektował później jeszcze dzwonnicę kościoła Wszystkich Świętych w Wilnie i kościół Dominikanów w Mińsku. Świątynię w Głębokiem budowano pod nadzorem Franciszka Placidiego. Konsekracja nastąpiła 3 lipca 1735 przez biskupa Jerzego Ancutę. Od tego roku do 1798 klasztor leżał w diecezji wileńskiej.
11 lutego 1750 przy kościele założono kościelne Bractwo św. Barbary, a trzy lata później Bractwo Matki Bożej Szkaplerznej.
10 sierpnia 1763 odnotowano tutaj uważane za cudowne zjawisko „pocenia się” statuy Chrystusa Cierpiącego, umieszczonej w preparatorium chóru zakonnego, co zapewne zwiększyło popularność klasztoru, czyniąc go miejscem pielgrzymek. W 1772 klasztor liczył 33 zakonników, w tym 14 kapłanów.

### Zabór rosyjski
W 1795 klasztor karmelitów, oprócz kleryków, liczył 9 kapłanów. Według wizytacji dekanatu dokszyckiego w 1796 do karmelitów z Głębokiego należały na tych terenach następujące majątki: Hnieździłowo:  Hnieździłowo, Rubież, Wieraciejka, Dalekie, Kruki: Kruki, Wietachmo, Kolahi, Słoboda, Korolewicze: Korolewicze, Szabany, Jasinowicze, Zamosze, Ambrosowicze, Nieścierowicze, Janki: Janki, Kościuki, Sidory, Kozino, Kuziki, Poddorcy, Osowo. Od 1798 klasztor wchodził w skład diecezji mińskiej.
W 1803 klasztor liczył 35 kapłanów i 5 braci zakonnych. W 1805 staraniem o. Mikołaja Budnego karmelici bosi wybudowali na wzgórzu Kopciówka kościół pw. św. Eliasza. Poświęcony on został 11 maja 1805 przez biskupa Jakuba Ignacego Dederko. W kościele umieszczono uważaną za cudowną figurę Chrystusa w cierniowej koronie.
18 lipca 1812 w klasztorze na kilka dni zatrzymał się sztab wojsk Napoleona Bonaparte podczas Inwazji na Rosję. W 1825 klasztor liczył 21 zakonników (8 kapłanów, 9 kleryków). W 1829 mieszkało tu 33 zakonników (10 kapłanów, 9 kleryków, 13 nowicjuszy, 1 brat). W 1830 doszło do wizytacji biskupa. W tym czasie przy klasztorze w murowanym szpitalu mieszkało 12 ubogich. Biblioteka liczyła wówczas 2621 woluminów.
Po przeprowadzonej 12 maja 1831 w Głębokiem koncentracji wojsk powstańczych jakiej dokonał Ignacy Korsak i poniesionej trzy dni później klęsce w walnej bitwie, w mieście rozpoczęto represje, a klasztor karmelitów zamieniono na areszt. Za zaangażowanie w powstanie listopadowe na zsyłkę skazano 5 zakonników (w tym 62-letniego przeora o. Władysława Kozakiewicza), proboszcza ks. Romualda Glińskiego i unickiego duchownego.
W 1834 w klasztorze mieszkało 24 zakonników (16 kapłanów, 5 kleryków, 3 braci). W 1840 w kościele istniało 15 ołtarzy, w prezbiterium w górnej części ołtarz Matki Bożej Szkaplerznej (z dojściem od klasztornego chóru), szczególnie czczony był obraz Matki Bożej Podchórnej usytuowany w kaplicy przy wejściu do świątyni.
Do 1842 ekonomią klasztoru było 11 folwarków, liczących razem 67 wsi na których było 800 domów, 2533 poddanych. Obszar ziemi wynosił 760 włók 21 morgów i 150 prętów, 14 młynów co przynosiło roczny dochód w wysokości 12 785 rubli 83 kopiejek. Tego samego roku dobra kościelne zostały przejęte przez Skarb Państwa, a zakonnicy otrzymali roczną pensję 40 rubli.
W 1849 klasztor został na nowo włączony wraz z innymi parafiami i kościołami klasztornymi dekanatu dziśnieńskiego do diecezji wileńskiej. W 1862 nastąpiła kasata klasztoru. W kolejnym roku na mocy decyzji biskupa Krasińskiego czterech zakonników przeniesiono do Kamieńca Podolskiego, a kościół stał się filią parafii Głębokie liczącej wówczas 840 katolików. Nadal pracowali przy nim karmelici. 26 sierpnia 1864 nastąpiło całkowite zamknięcie klasztoru decyzją władz carskich, jako kara za „czytanie odezwy powstańczej i odbieraniu przysięgi”. Zlikwidowano prowadzone przez zakonników szkołę, konwikt, fabrykę sukien i aptekę. W klasztorze urządzono więzienie, gdzie sędziował gubernator Michaił Murawjow Wileński. W 1872 władze carskie przekazały klasztor prawosławnym i został on zamieniony na cerkiew. Przebudowano niektóre fragmenty architektury i dobudowano kopułę. Po rozkradzeniu sprzętów dydaktycznych przez osoby prywatne, w 1865 nastąpiło zdeponowanie pozostałości biblioteki klasztornej w muzeum wileńskim. Ziemia, która należała do karmelitów, została rozsprzedana okolicznym włościanom. Od 1875 cerkiew miała wezwanie Narodzenia Bogurodzicy. Około 1876 w czasie przebudowy świątyni nastąpiło wyrzucenie z krypty fundatorskiej ciała zmarłego J. Korsaka, po dwóch dniach pochował je właściciel majątku Litowszczyzna.
3 września 1877 odbyło się pierwsze nabożeństwo inaugurujące działalność cerkwi. W XIX wieku prawosławna parafia dekanalna z 3 filialnymi cerkwiami i 2 kaplicami cmentarnymi liczyła 4348 wiernych. W 1892 rozebrano części klasztoru (2 skrzydła), celem pozyskania materiałów budowlanych. 

### XX wiek
W czasie I wojny światowej stacjonowały tutaj oddziały wojsk rosyjskich, a później niemieckich. W 1921 r. na fali rewindykacji kościołów zamienionych za czasów zaborów na cerkwie, świątynię zwrócono katolikom. Od 1927 trwał również proces o odzyskanie dóbr zakonnych przez karmelitów bosych. Przerwany on został wybuchem II wojny światowej. Podczas wojny w budynku klasztornym mieściła się administracja powiatowa. W 1939 budynek został zajęty przez władze sowieckie. Głównodowodzącym był Władimir Gil-Rodionow. Od 1941 do 1944 w budynkach stacjonowało wojsko niemieckie, m.in. sztab ROA. Po 1945 władze sowieckie ponownie oddały świątynię prawosławnym, którzy urządzili w niej cerkiew, czynną do dzisiaj. W klasztorze umieszczono mleczarnię, a później archiwum. W 2000 budynki klasztorne oddano parafii prawosławnej.

### XXI wiek
W lipcu 2009 w trakcie prac porządkowych na terenie soboru wierni znaleźli szczątki 20–30 zamordowanych Polaków. Rozpoczęto postępowanie sprawdzające w prokuraturze, a kości zostały zasypane, oficjalnie z powodu odoru. Według Prokuratora Rejonowego w Głębokiem szczątki pochodzą z okresu okupacji niemieckiej. Historycy uważają, że prawdopodobnie pochowano tu ofiary NKWD z lat 1940–1941. Wskazują na to m.in. znalezione łuski z rewolweru Nagant, będącego na wyposażeniu sowieckich organów bezpieczeństwa.

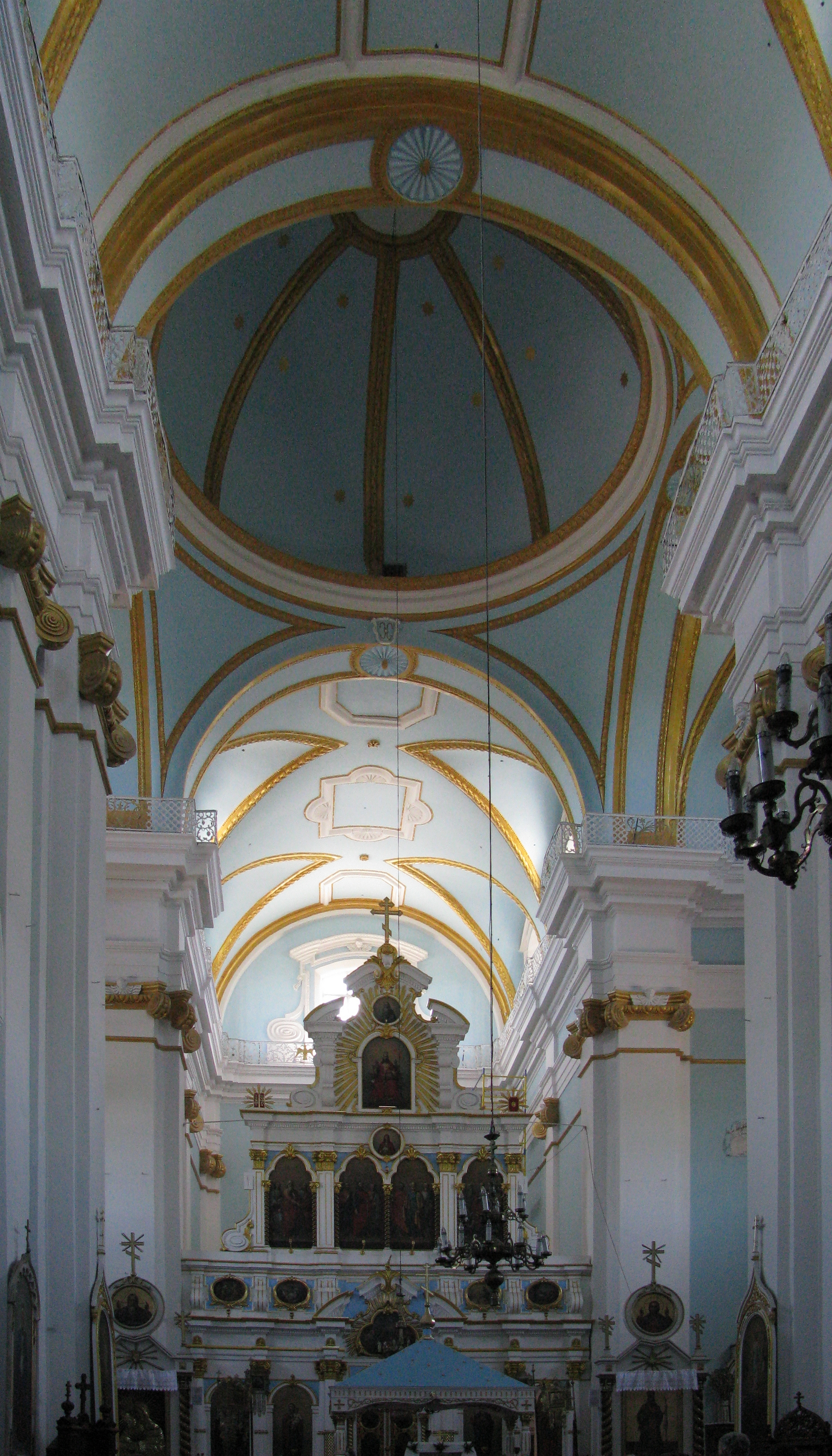
Wnętrze cerkwi

## Architektura
Świątynia została zbudowana jako bazylika z krótkim transeptem, z czterema wieżami w narożach. Kopuła została dobudowana w 1872. Przy zachodniej stronie budynku znajdował się czworobok zabudowań klasztornych z wewnętrznym dziedzińcem. Zachowało się jedno skrzydło klasztoru, nie istnieje także kopuła. Wieże w narożach prezbiterium utraciły barokowy charakter. Zachowała się fasada zachodnia, flankowana dwoma, czterokondygnacyjnymi wieżami. Fasadę i wieże zdobią wiązki pilastrów, wygięte i profilowane gzymsy oraz półkoliście zamknięte nisze. Między wieżami znajduje się parawanowy, wysoki szczyt o bardzo dekoracyjnych motywach. Wieże prezbiterium są dwukondygnacyjne, skromnie zdobione lizenami i niszami. Między wieżami znajduje się prosty, trójkątny szczyt. Zachowały się elementy architektoniczne fasady głównej, tj. barokowe zdobienia nisz, okien i portalu z rzeźbionymi drzwiami o oryginalnym ornamencie roślinnym. Na dziedziniec soboru prowadzi barokowa, trójprzelotowa brama z ozdobnym frontonem z końca XVIII wieku. 
Ściany wnętrza zdobią stiukowe ornamenty. Zachowały się drzwi z XVIII wieku i kuta balustrada. Krypta, miejsce pochówku fundatora została zniszczona, gdy po II wojnie światowej działała tu fabryka konserw. Według legendy, podziemne lochy miały łączyć kryptę kościoła z odległym klasztorem w Berezweczu. 
W kościele znajdował się portret fundatora Józefa Korsaka, a w klasztorze witał napis na marmurowej płycie: „W imię Boże! Stań pobożny wędrowcze i na sam widok złóż dziękczynienie nieśmiertelnemu imieniu Korsaków” (płyta ta – obecnie pokruszona znajduje się w posiadaniu proboszcza parafii Trójcy Świętej w Głębokiem).

Podziemia świątyni

## Przeorzy
| imię i nazwisko                             | daty urzędowania |
| ------------------------------------------- | ---------------- |
| o. Hieronim od św. Teresy OCD               | 1644–1645        |
| o. Jozafat od Matki Bożej z Góry Karmel OCD | 1649–1652        |
| o. Jacek od Matki Bożej OCD                 | 1664–1665        |
| o. Tomasz od św. Macieja OCD                | 1725             |
| o. Eliasz od św. Teresy OSD                 | 1739–1745        |
| o. Stanisław od św. Zofii OCD               | 1751–1757        |
| o. Ambroży od św. Gabriela OCD              | 1757             |
| o. Ludwik Aureliusz od św. Floriana OCD     | 1760             |
| o. Kazimierz od Wniebowzięcia NMP OCD       | 1763–1769        |
| o. Władysław od św. Dionizego OCD           | 1769             |
| o. Aureliusz od św. Kazimierza OCD          | 1772             |
| o. Mikołaj Budny OCD                        | 1803–1804        |
| o. Bruno od św. Teresy Petrykowski OCD      | 1826             |
| o. Wojciech od św. Anny Pszycki OCD         | 1826–1829        |
| o. Władysław Kozakiewicz OCD                | 1829–1835        |
| o. Bartłomiej Brydycki OCD                  | 1835–1864        |

## Galeria

Galeria
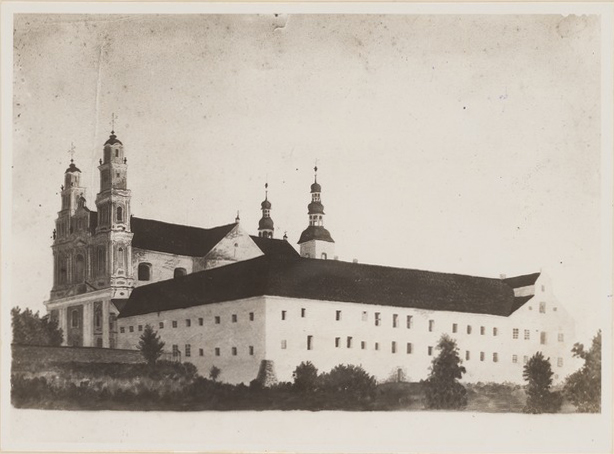
Cerkiew i klasztor w XIX w.
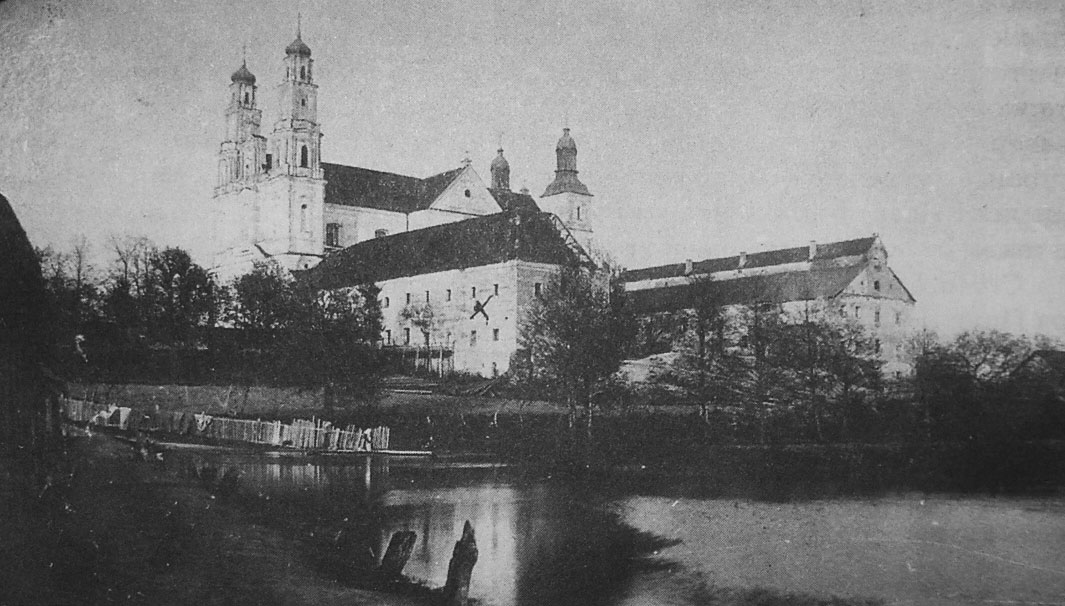
Cerkiew i klasztor pod koniec XIX w.
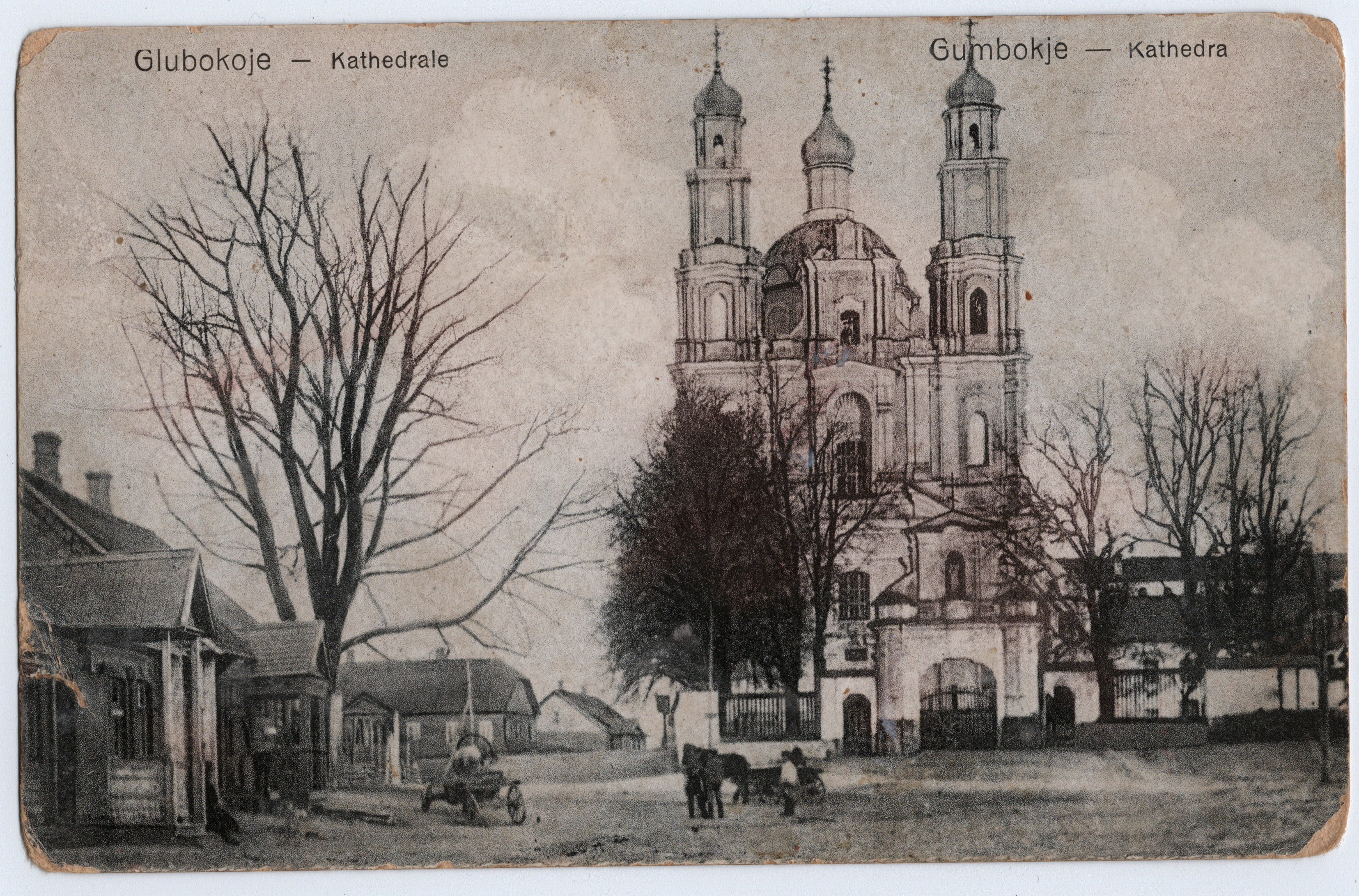
Cerkiew przed 1919 r.
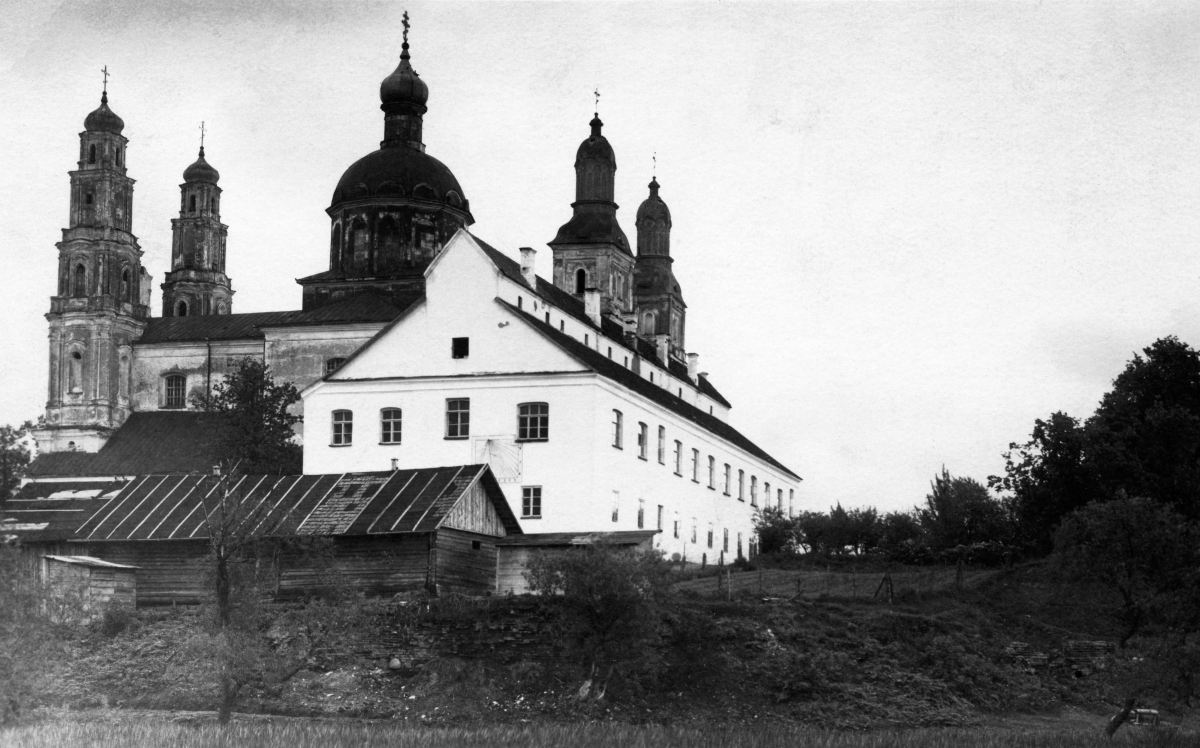
Kościół i klasztor w dwudziestoleciu międzywojennym
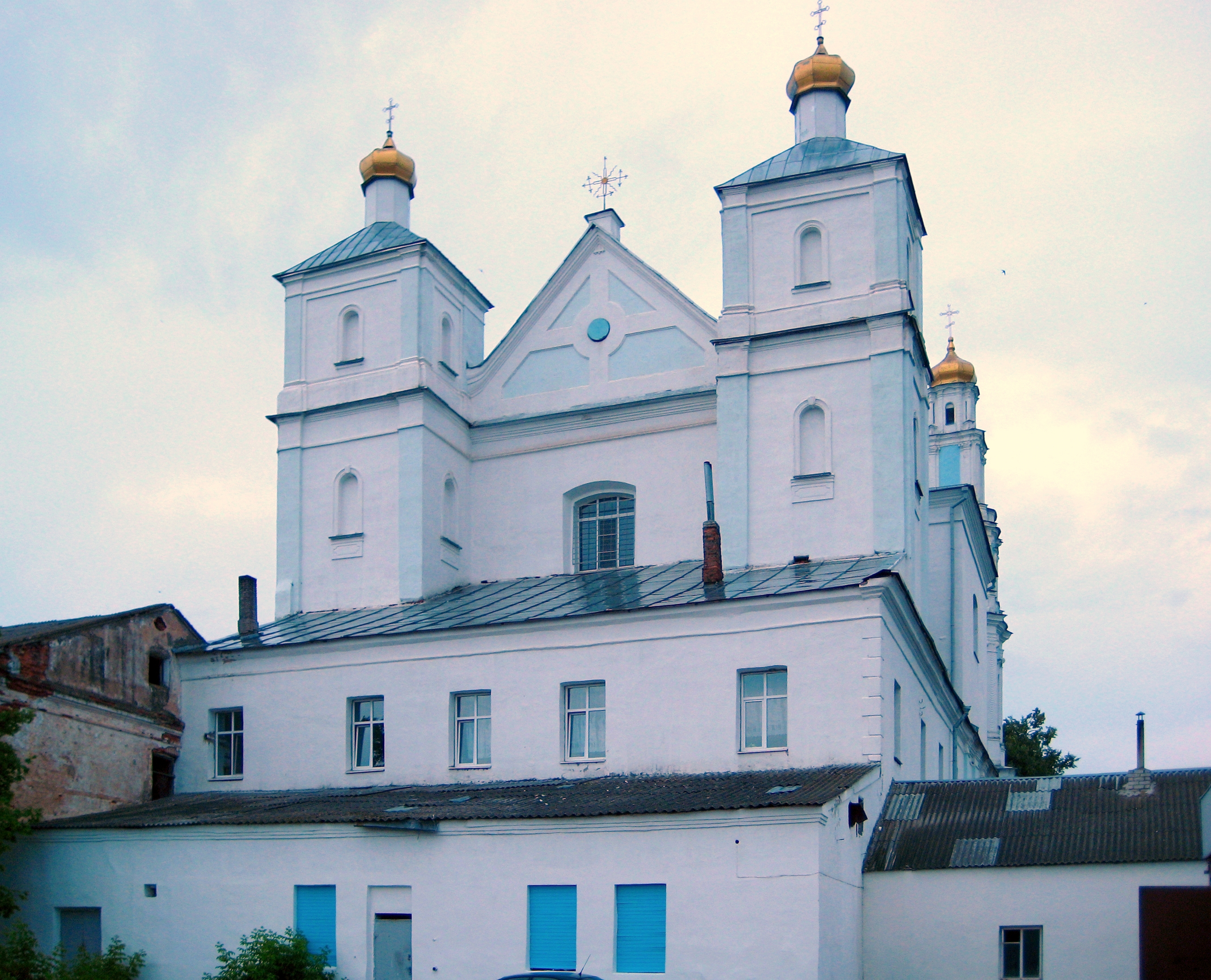
Fasada wschodnia świątyni
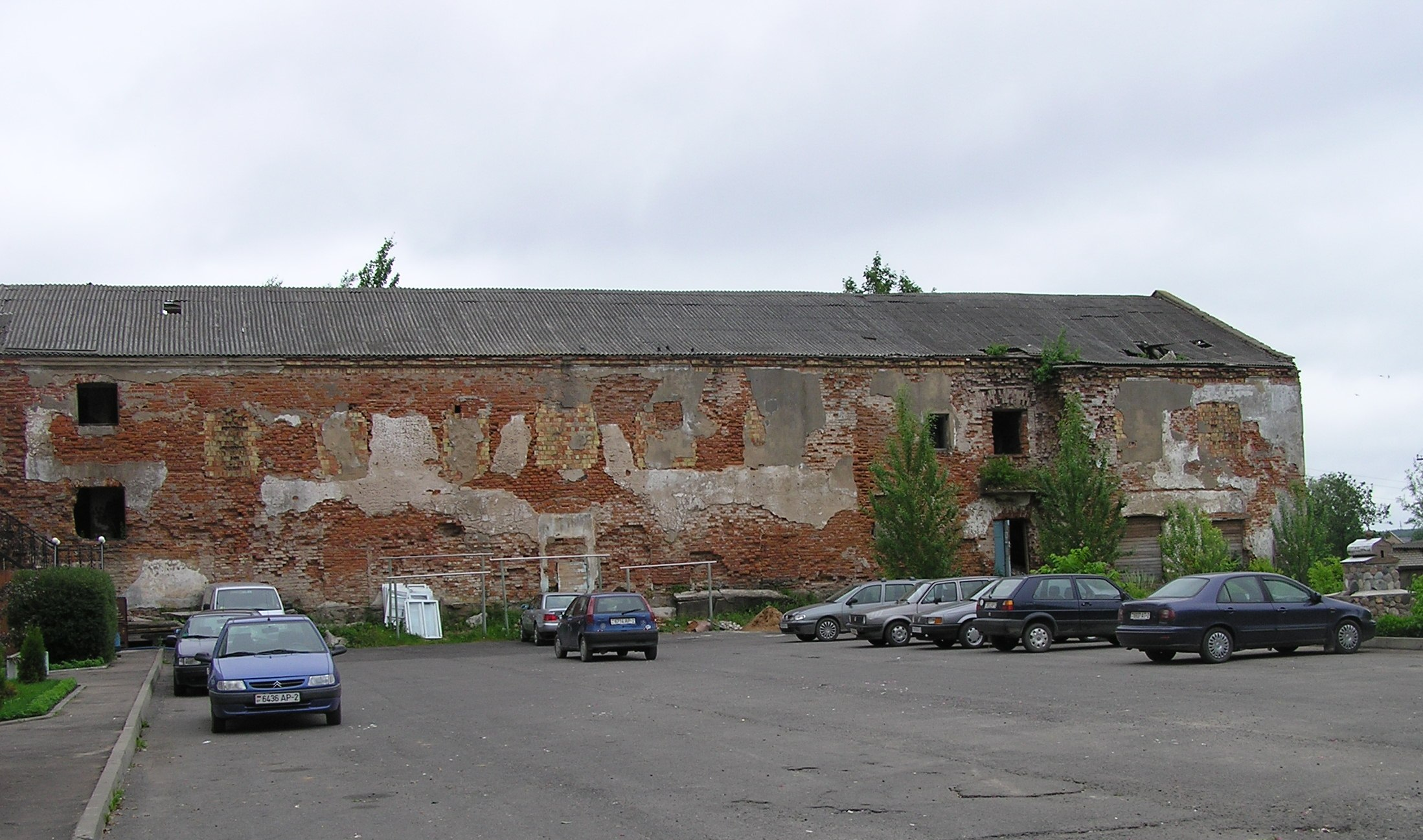
Zrujnowane skrzydło klasztoru